# Halové mistrovství Evropy v atletice 1978
9. Halové mistrovství Evropy v atletice se konalo ve dnech 11. – 12. března 1978 v italském Miláně v hale Palasport di San Siro. V též hale se konalo také halové ME v roce 1982.

## Medailisté

### Muži
| Soutěž        | Zlato                     | Stříbro                    | Bronz                      |
| ------------- | ------------------------- | -------------------------- | -------------------------- |
| 60 m          | Nikolaj Kolesnikov 6,64   | Petar Petrov 6,66          | Alexandr Axinin 6,73       |
| 400 m         | Pietro Mennea 46,51       | Ryszard Podlas 46,55       | Nikolaj Černěckij 46,72    |
| 800 m         | Markku Taskinen 1:47,35   | Olaf Beyer 1:47,68         | Roger Milhau 1:47,8        |
| 1500 m        | Antti Loikkanen 3:38,16   | Thomas Wessinghage 3:38,23 | Jürgen Straub 3:40,2       |
| 3000 m        | Markus Ryffel 7:49,5      | Emiel Puttemans 7:49,9     | Jörg Peter 7:50,1          |
| 60 m př.      | Thomas Munkelt 7,62       | Vjačeslav Kulebjakin 7,72  | Giuseppe Buttari 7,86      |
| Skok do výšky | Vladimir Jaščenko 2,35 m  | Rolf Beilschmidt 2,29 m    | Wolfgang Killing 2,27 m    |
| Skok o tyči   | Tadeusz Ślusarski 5,45 m  | Vladimir Trofimenko 5,40 m | Vladimir Sergijenko 5,40 m |
| Skok daleký   | László Szalma 7,83 m      | Ronald Desruelles 7,75 m   | Vladimir Cepeljov 7,73 m   |
| Trojskok      | Anatolij Piskulin 16,82 m | Keith Connor 16,53 m       | Alexandr Jakovlev 16,47 m  |
| Vrh koulí     | Reijo Ståhlberg 20,48 m   | Władysław Komar 20,16 m    | Geoffrey Capes 20,11 m     |

### Ženy
| Soutěž        | Zlato                      | Stříbro                      | Bronz                     |
| ------------- | -------------------------- | ---------------------------- | ------------------------- |
| 60 m          | Marlies Oelsnerová 7,12    | Linda Haglundová 7,18        | Ludmila Storožkovová 7,27 |
| 400 m         | Marina Sidorovová 52,42    | Rita Bottiglieriová 53,18    | Karoline Käferová 53,56   |
| 800 m         | Ulrike Brunsová 2:02,3     | Totka Petrovová 2:02,5       | Mariana Sumanová 2:03,4   |
| 1500 m        | Ileana Silaiová 4:07,1     | Natalia Marasescuová 4:07,4  | Brigitte Krausová 4:07,6  |
| 60 m př.      | Johanna Klierová 7,94      | Grażyna Rabsztynová 8,07     | Silvia Kempinová 8,15     |
| Skok do výšky | Sara Simeoniová 1,94 m     | Brigitte Holzapfelová 1,91 m | Urszula Kielanová 1,88 m  |
| Skok daleký   | Jarmila Nygrýnová 6,62 m   | Ildikó Erdélyiová 6,49 m     | Sue Reeveová 6,48 m       |
| Vrh koulí     | Helena Fibingerová 20,67 m | Margitta Droeseová 19,77 m   | Eva Wilmsová 19,24 m      |

## Medailové pořadí
| Umístění | Stát           | Zlato | Stříbro | Bronz | Celkem |
| -------- | -------------- | ----- | ------- | ----- | ------ |
| 1.       | NDR            | 4     | 3       | 2     | 9      |
| 2.       | Sovětský svaz  | 4     | 2       | 6     | 12     |
| 3.       | Finsko         | 3     | 0       | 0     | 3      |
| 4.       | Itálie         | 2     | 1       | 1     | 4      |
| 5.       | Československo | 2     | 0       | 0     | 2      |
| 6.       | Polsko         | 1     | 3       | 1     | 5      |
| 7.       | Rumunsko       | 1     | 1       | 1     | 3      |
| 8.       | Maďarsko       | 1     | 1       | 0     | 2      |
| 9.       | Švýcarsko      | 1     | 0       | 0     | 1      |
| 10.      | NSR            | 0     | 2       | 4     | 6      |
| 11.      | Belgie         | 0     | 2       | 0     | 2      |
| 11.      | Bulharsko      | 0     | 2       | 0     | 2      |
| 13.      | Velká Británie | 0     | 1       | 2     | 3      |
| 14.      | Švédsko        | 0     | 1       | 0     | 1      |
| 15.      | Francie        | 0     | 0       | 1     | 1      |
| 15.      | Rakousko       | 0     | 0       | 1     | 1      |